# ギャップ (フランス)

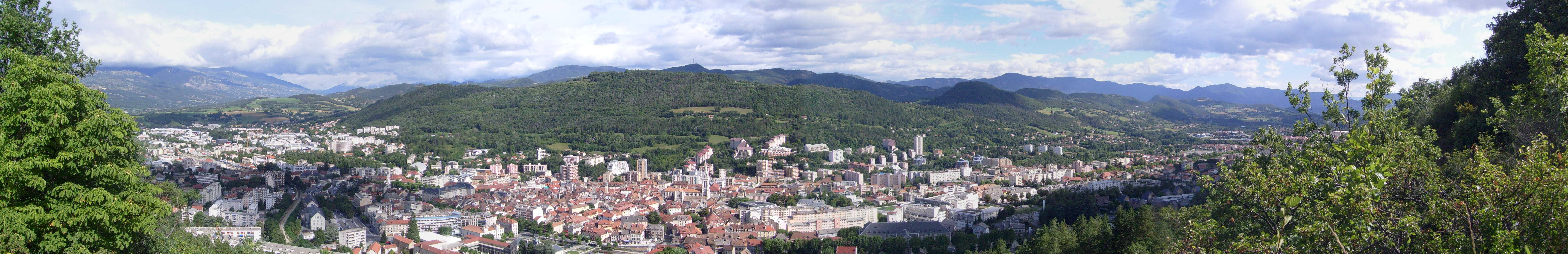
ギャップのパノラマ

ギャップ（Gap）は、フランス南部、プロヴァンス＝アルプ＝コート・ダジュール地域圏の都市である。オート＝アルプ県の県庁所在地。

## 歴史
ケルト系のガリア人によって築かれた町を基とする。紀元前14年にローマ皇帝アウグストゥスがこれを征服し、ウァピンクム（Vapincum）と命名した。
ギャップがフランス領となったのは1512年である。1815年にナポレオン1世はエルバ島を脱出した後、ギャップで兵を募るチラシを印刷し、市民すべてがこれに呼応してナポレオンの軍隊へ入隊した。

## 姉妹都市
- ピネローロ、イタリア
- トラウンシュタイン、ドイツ